# Камбала (аеропорт)
Аеропо́рт «Камбала́» — військовий аеропорт, який обслуговує російську військову базу «Сари-Шаган» в Карагандинській області Казахстану. Знаходиться за 14 км на південний схід від залізничної станції «Сари-Шаган», яка рохташована на залізничній гілці Моїнти-Шу.
Летовище Камбала 1 класу, здатне приймати повітряні судна Іл-76, Ан-22, Ту-154 та інші більш легкі, а також вертольоти всіх типів.
У 1960-1970-х роках на летовищі базувалася змішана авіаційна дивізія, в кінці 1980-х років вона була скорочена до полку. У жовтні 1990 року 679-й окремий транспортний авіаційний полк було розформовано, а на його основі сформовано 54-а окрема випробувальна транспортна авіаційна ескадрилья (літаки Ан-12 і Ан-26, вертольоти Мі-8Т). У жовтні 1998 року на базі 54-ї ОВТАЕ сформована 54-а окрема вертолітна ескадрилья (54 ОВЕ), яка базується на летовищі і сьогодні. Ескадрилья озброєна вертольотами Мі-8Т. У тому ж 1998 році 10-й випробувальний полігон міністерства оборони Росії зі складу військ ППО і перепідпорядкований 4-му Державному Центральному міжвидовому полігону РВСН.